# 巴塞罗那主教座堂

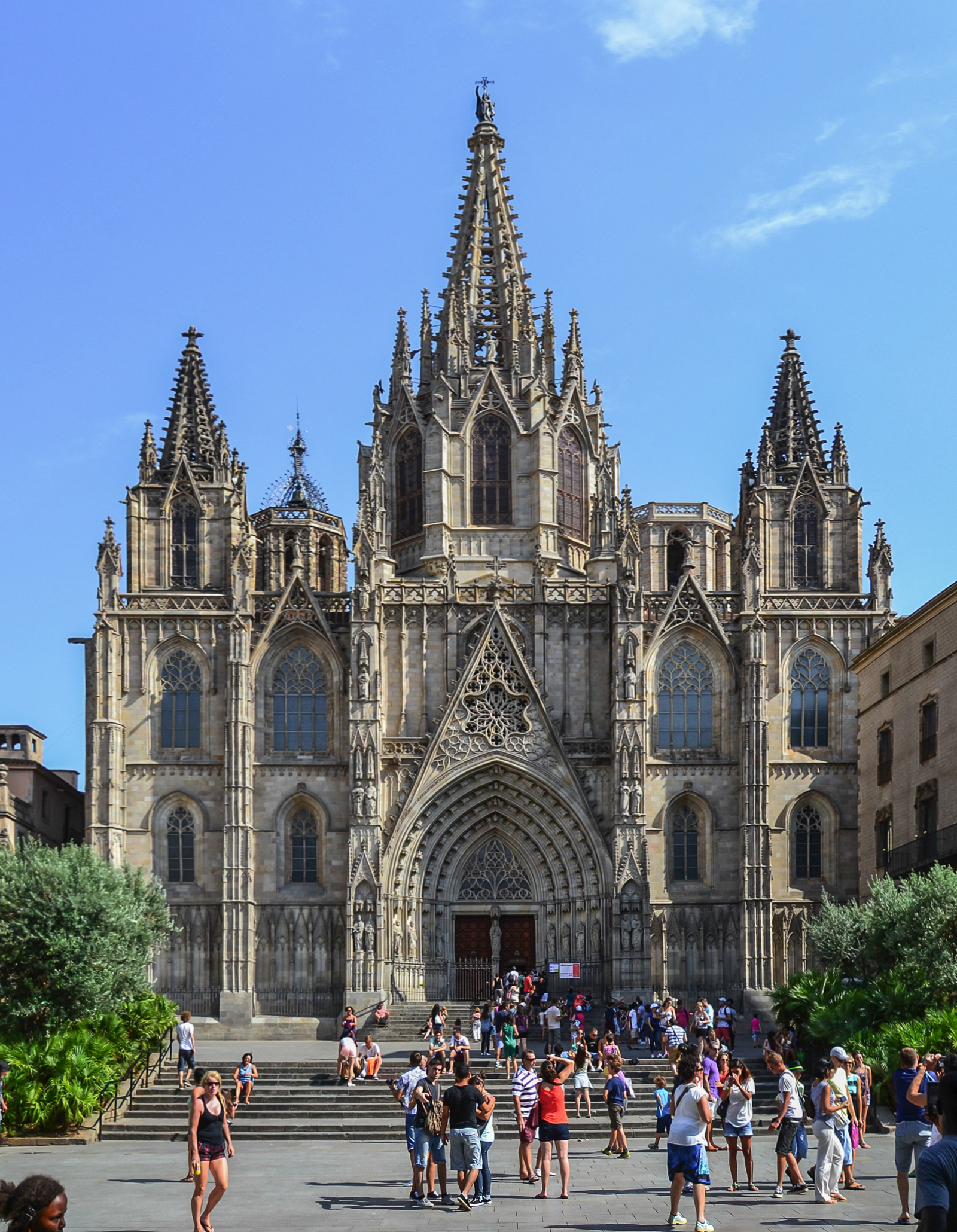
圣埃乌拉利亚主教座堂的新哥特式立面

巴塞隆那圣埃乌拉利亚主教座堂（Catedral de Santa Eulalia de Barcelona）是西班牙巴塞隆那哥特区的一座哥特式建筑，天主教巴塞罗那总教区的主教座堂。这座主教座堂兴建于13到15世纪，主要工程在14世纪完成。环绕鹅井（Fuente de las Ocas）的回廊完成于1450年。新哥特式的立面修建于19世纪。